# Súber
Em botânica, o súber ou felema é um tecido vegetal de proteção mecânica e impermeabilizante que substitui o córtex das plantas vasculares com crescimento secundário - é a "casca" das plantas lenhosas. A cortiça é o resultado da morte deste tecido, ou seja, quando as células perdem o citoplasma e fica apenas a parede celular suberificada.
O súber é um parênquima formado do lado externo do caule pelo câmbio cortical (também chamado câmbio suberoso ou meristema subero-felodérmico). Estas células revestem a parede com um material chamado suberina, impermeabilizando-as e protegendo assim o tronco.
Do lado interno, o câmbio cortical forma a feloderme.